# Jean Baptiste Masreliez
Jean Baptiste Masreliez, född 31 augusti 1753 i Stockholm, död 25 maj 1801 i Jakob och Johannes församling Stockholm, var svensk bildhuggare och inredningsarkitekt. 

## Biografi
Jean Baptiste Masreliez var yngre bror till målaren och inredningsarkitekten Louis Masreliez och son till bildhuggaren Jacques Adrien Masreliez. Han utbildades i faderns ateljé och vid Målar- o bildhuggarakademin. År 1770 for han till Paris, där han tillägnade sig den franska stilutvecklingen.
År 1784 reste han åter till Paris och studerade där Louis XVI-stilen, som Gustav III lärt sig uppskatta under sin franska resa. Den nya franskinspirerade dekoreringsstilen försökte han introducera i Sverige. Han samarbetade intimt med både fadern och brodern och var under den gustavianska epoken en maktfaktor i svensk konstpolitik. 
Han är känd för interiörer på Tullgarns slott samt för att i samarbete med stolmakaren Erik Öhrmark och efter sin bror Louis ritningar ha skapat den s.k. sullastolen för Gustav III:s paviljong på Haga. Han utförde även flera interiörarbeten vid Stockholms slott.

### Verk i urval

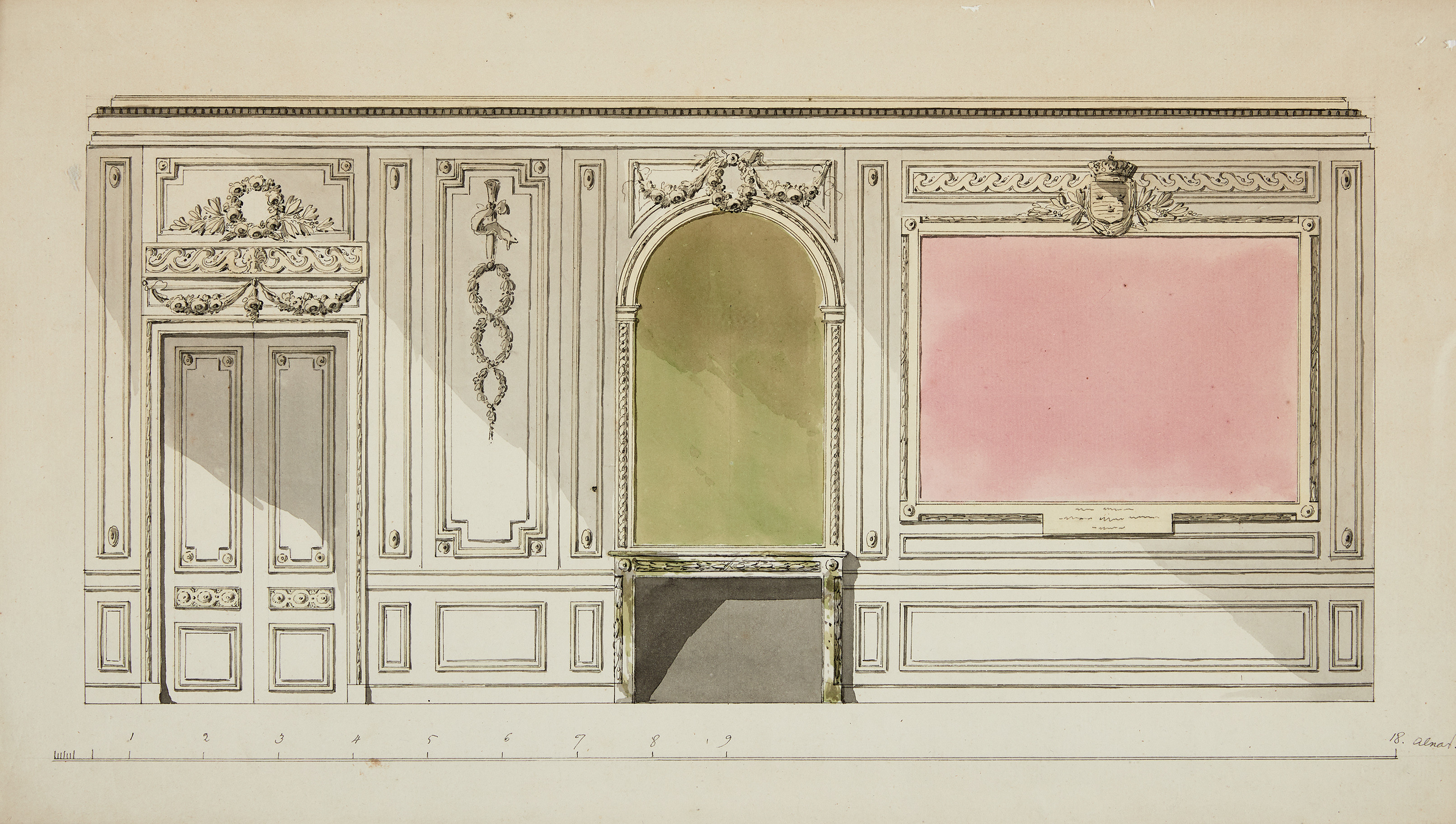
Kungligt gemak - interiörskiss (1779)
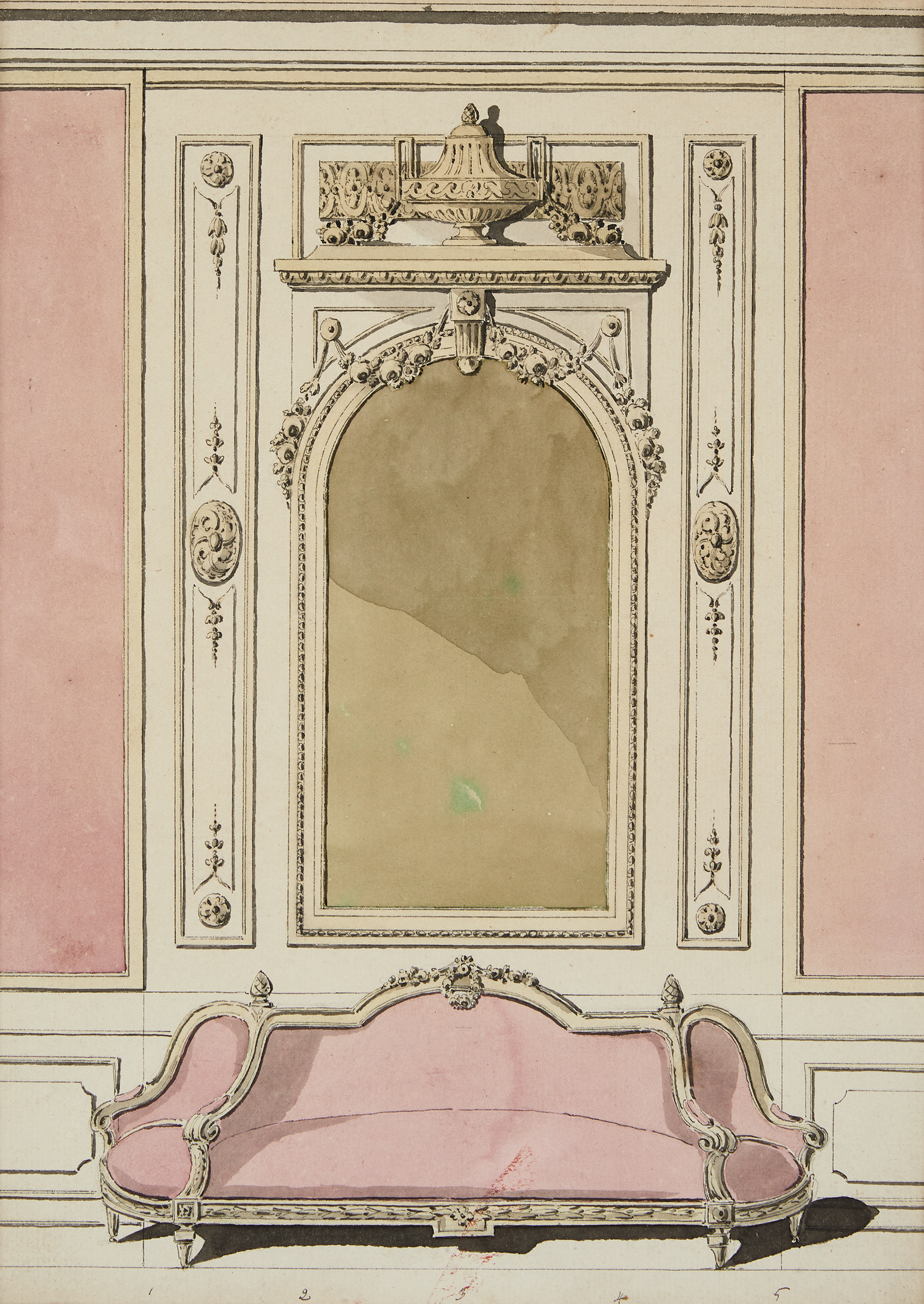
Kunglig interiör - skiss (ca 1780)
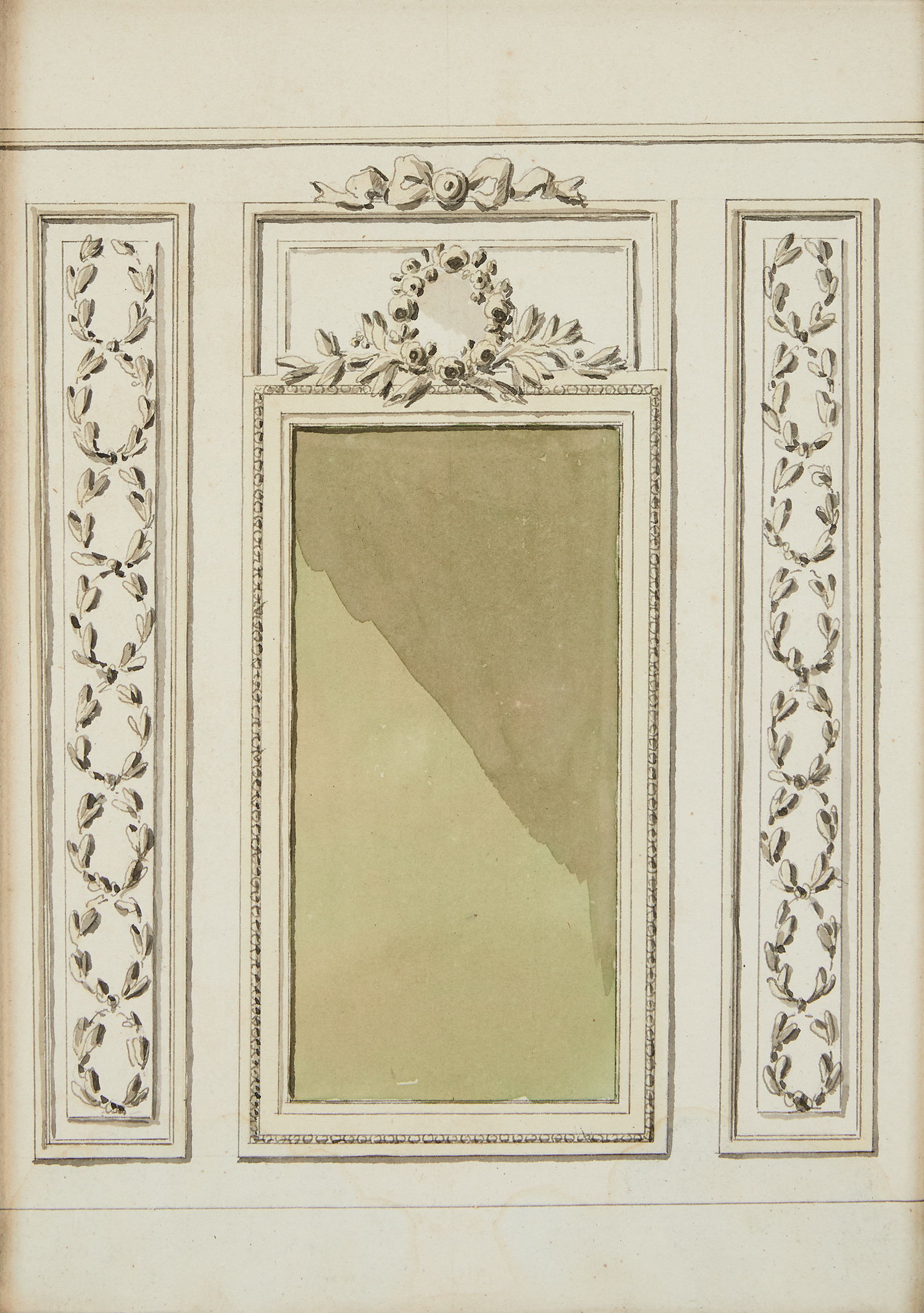
Kunglig interiör - skiss (1780)

## Särdrag
Masreliez var också den som var först i Sverige med att tillverka utsmyckningar och ornament i pastellage i stället för som tidigare att göra utskärningarna direkt i trä. Metoden användes flitigt i samband med tillverkning av allt från ornament på speglar, till detaljer på stolar, andra möbler och i inredningar. En specialitet för honom var konsolbord i mycket hög kvalité. Typiska för dessa är bland annat de i trä skurna solroserna och de kraftfulla festongerna. Konsolbord har oberoende av tid nästan aldrig signerats och därför har de inte nått samma status som exempelvis byråer. Däremot som hantverk och kvalitet så är höggustavianska konsolbord skurna av Jean Baptiste Masreliez det yttersta exemplet på, när franskt blev svenskt och det bästa som presterats. Det bidrar till att göra dessa bord lätta att identifiera, trots att signering saknas. Masreliez finns representerad vid Nationalmuseum i Stockholm.